# Cuil
Cuil（发音为/kuːl/, "cool"）是一個於2008年7月28日正式運作的搜尋引擎。目前主要由Google的前僱員管理和開發。公司已從Greylock及其他風險投資基金公司籌集了三千三百萬美元資本。
在2004年，帕特森曾經研發過Recall技術，並賣給Google，而她本人亦加入Google公司。2006年，她又離開Google，並與丈夫和另外兩位前Google同事合作發展Cuil搜尋引擎。目前，Cuil已經可以搜尋1200億個網頁。至2008年12月4日，cuil對於「HTC Touch Diamond」的搜尋能力是 51,756,609張，約為Google（13,100,000張）的4倍左右。Cuil的名稱是來自盖尔语的Cuill，意思是「知识」。
有消息表明，由于一直未被用户接受，现在Cuil已经永久性关闭。

## 功能
官方聲稱其引擎搜尋範圍是Google的三倍，可以搜到1200億個頁面。另外，由於該引擎放出的「爬蟲」自稱為twiceler，並不會紀錄用戶任何的瀏覽或搜尋資訊，理論上可以更有效保障私隱。它的搜尋結果頁面是雜誌形式，有更多的圖片和“Explore by Category”工具列，亦提供相關的關鍵字，供用戶作進一步的搜尋。Cuil會深入分析網頁的內容，然後為之建立索引。

## 缺失
2008年7月28日，Cuil開站當天曾因為流量過大出現了多次當機，批評聲浪接踵而至。與Google不同，Cuil尚未支援搜尋圖片和影片內容，且對非英語語系支援不完整。且搜索精度一直有待改善，甚至搜索cuil本身也未能得到好的结果。

## 參看
- 搜尋引擎列表

## 外部連結
- Cuil